# Podvrăh, Kărdjali
Podvrăh (în bulgară Подвръх) este un sat în comuna Djebel, regiunea Kărdjali,  Bulgaria. 

## Demografie
Componența etnică a satului Podvrăh
     Turci (89,42%)
     Bulgari (10,57%)
     Nicio identificare (0%)
     Altele (0%)
La recensământul din 2011, populația satului Podvrăh era de 104 locuitori. Din punct de vedere etnic, majoritatea locuitorilor (89,42%) erau turci, cu o minoritate de bulgari (10,57%). Pentru 0% din locuitori nu este cunoscută apartenența etnică.